# Камара, Усман (гвинейский футболист)
Усман Камара (англ. Ousmane Camara; род. 28 декабря 1998, Конакри) — гвинейский футболист, вингер казахстанского клуба «Астана» и национальной сборной Гвинеи.

## Клубная карьера
Камара — воспитанник клуба «Атуга». В 2018 году игрок подписал контракт с шведским «АФК Эскильстуна». 31 марта 2018 года в матче против «Браге» он дебютировал в Суперэттан. 15 апреля в поединке против «Вернаму» Усман забил свой первый гол за «АФК Эскильстуна». По итогам сезона Камара помог клубу выйти в элиту. 31 марта 2019 года в матче против «Гётеборга» он дебютировал в Аллсвенскан лиге. Летом того же года Камара перешёл в норвежскую «Волеренгу». 1 сентября в матче против «Русенборга» он дебютировал в Типпелиге.
В начале 2021 года Камара был арендован грузинской «Дилой». 28 февраля в матче против «Шукуры» он дебютировал в чемпионате Грузии. 14 марта в поединке против «Самгурали» Усман забил свой первый гол за «Дилу».
В начале 2022 года Камара подписал контракт с тбилисским «Динамо». 25 февраля в матче против кутаисского «Торпедо» он дебютировал за новую команду. В этом же поединке Усман забил свой первый гол за «Динамо». В своём дебютном сезоне игрок помог клубу выиграть чемпионат.

## Международная карьера
В 2015 году в составе юношеской сборной Гвинеи Камара принял участие в юношеском чемпионате мира в Чили. На турнире он сыграл в матчах против команд Англии, Южной Кореи и Бразилии.

## Достижения
«Динамо» (Тбилиси)
- Чемпион Грузии: 2022
- Обладатель Суперкубка Грузии: 2023